# سامانه گرمایشی زیست‌توده

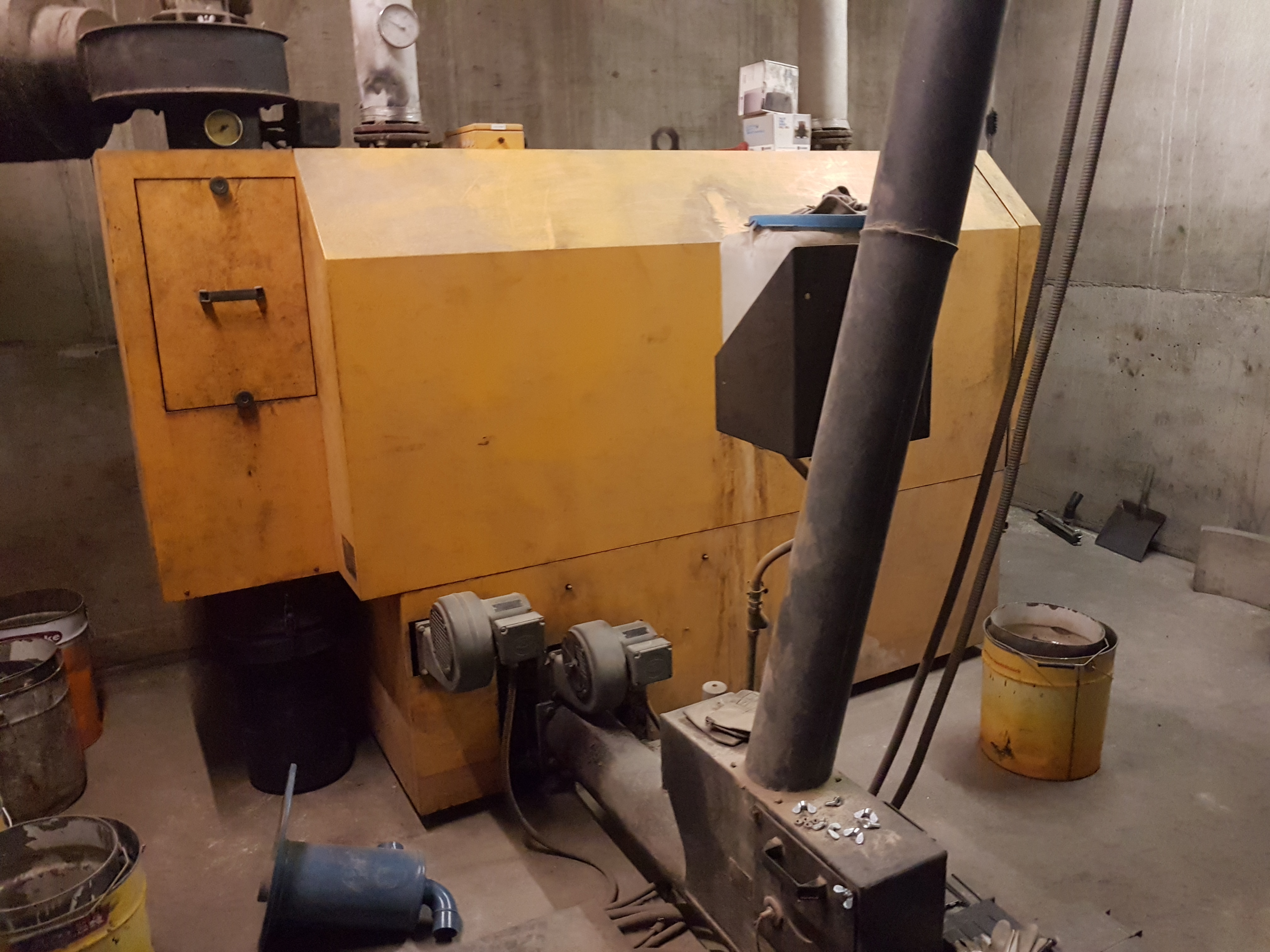
سیستم گرمایش زیست توده (تراشه چوب) در دورنبیرن، فورارلبرگ، اتریش.

سامانه گرمایشی زیست‌توده، گرما را از زیست‌توده تولید می‌کند.
این سامانه در زیرمجموعه‌های زیر قرار می‌گیرد:
- احتراق مستقیم
- تبدیل به گاز کردن
- ترکیب حرارت و نیرو
- تجزیه بی‌هوازی
- تجزیه هوازی

## مزایای گرمایشی زیست توده
مصرف زیست‌توده در سامانه گرمایشی به دلیل استفاده از باقی‌مانده و ضایعات کشاورزی، جنگلی، شهری و صنعتی در تولید گرما و برق با کمترین تأثیر منفی بر روی محیط زیست در مقایسه با سوخت‌های فسیلی مفید می‌باشد.
این گونه از تولید انرژی تأثیر طولانی مدت محدودی بر روی محیط زیست دارد. این مسئله به این دلیل است که کربن موجود در ساختار زیست‌توده بخشی از چرخه طبیعی کربن می‌باشد در حالی که کربن در سوخت‌های فسیلی این گونه نیست و کربن تولیدی از سوزاندن سوخت برای همیشه به محیط زیست اضافه می‌گردد. (ردپای کربن). براساس تاریخ قبل از مصرف میزان چشمگیر سوخت فسیلی، زیست‌توده به صورت سوخت چوب بیشترین میزان نیاز حرارتی انسان‌ها را تولید می‌کرده‌ است.

## معایب گرمایش زیست‌توده
در مقیاس بزرگ، مصرف زیست‌توده باعث از بین رفتن زمین‌های زراعتی، کم شدن ظرفیت تجزیهٔ کربن در جنگل‌ها و استخراج مواد مقوی از خاک می‌گردد. سوزاندن زیست‌توده باعث تولید آلودگی هوا و اضافه کردن میزان قابل توجهی از کربن به جو می‌شود که ممکن است برای ده‌ها سال به خاک برنگردند.
مصرف زیست‌توده به عنوان سوخت هوا را با تولید مونوکسید کربن، اکسید نیتروژن، ترکیبات آلی فرار و ذرات و دیگر آلاینده‌ها آلوده می‌کنند که در بعضی موارد میزان این تولیدات بیشتر از آلایندگی حاصل شده از سوختهای سنتی مانند زغال سنگ یا گاز طبیعی می‌باشد. کربن سیاه که آلودگی تولید شده بر اثر احتراق ناقص سوخت‌های فسیلی، سوخت‌های زیستی و زیست‌توده می‌باشد. به احتمال بسیار زیاد دومین عامل گرم شدن کره زمین می‌باشد. در سال ۲۰۰۹ یک تحقیق سوئدی بر روی مه قهوه‌ای رنگ بسیار غلیظ که به صورت دوره‌ای بخش بزرگی از جنوب آسیا را می‌پوشاند، مشخص کرد که این توده عمدتاً بر اثر سوزاندن زیست‌توده و به میزان کمتر با سوزاندن سوختهای فسیلی تولید شده‌است. محققان غلظت قابل توجهی از کربن (14C)، که با زندگی اخیر گیاهی به جای سوخت فسیلی همراه است را اندازه‌گیری کرده‌اند.
در احتراق کربن موجود در زیست‌توده به شکل دی‌اکسید کربن به جو آزاد می‌شود. میزان کربن موجود در چوب خشک تقریباً ۵۰٪ وزن آن می‌باشد.
زمانی که از منابع کشاورزی، گیاهان ماده برای سوخت استفاده شده‌اند می‌توانند جایگزین برای کاشت و رشد گیاهان جدید باشند. زمانی که زیست توده از جنگل باشد، زمان بازگرداندن و جایگزین کردن به صورت معمول طولانی‌تر است و میزان کربن ذخیره شده در جنگل احتمالاً کمتر از مقدار کل آن است اگر تکنیک تخریب جنگل به کار رفته باشد.
زیست توده کربن خنثی است، براساس تحقیقات جدید جایگزینی که در اوایل ۱۹۹۰ انجام شده بود، متوجه شدند که جنگل‌های بالغ و دست نخورده کربن را به صورت مؤثرتری جداسازی می‌کند. در مقایسه جنگل‌های دست خورده با فساد و پوسیدگی چوب‌های جنگلی در طول ده‌ها سال وقتی که کربن از درخت در یک بازه به جود آزاد می‌شود، بیشتر باعث تغییرات جوی می‌شود. تحقیقات جدید نشان می‌دهد که حتی با گذشت ۵۰ سال، در جنگل‌ها ذخایر اولیه کربن به حالت اولیه خود برگشته و روش بهینه‌سازی حفظ جنگل‌ها صورت می‌گیرد.

## گرمایش زیست توده در جهان ما
قیمت نفت از سال ۲۰۰۳ افزایش یافت و باعث افزایش صنعت گاز طبیعی و زغال سنگ شد، که در نتیجه ارزش زیست توده برای تولید گرما افزایش یافته‌است. پرداخت جنگل، ضایعات کشاورزی و زیاد شدن محصولات مخصوصاً برای تولید انرژی بسیار رقابتی شده با توجه به افزایش صنعت انرژی تولید سوختهای فسیلی، تلاش برای گسترش پتانسیل این موارد، ممکن است تأثیر در بازسازی اراضی سوء مدیریت شده و حرکت به جلو برای غیرمتمرکز کردن و چندبعدی کردن نوسازی صنایع انرژی داشته باشد. تلاش برای ترویج و پیشرفت کردن این روش‌ها در اتحادیه اروپا در سال ۲۰۰۰ معمول شده‌است. در سایر نقاط جهان، جدی دادن و آلودگی به معنی تولید گرما از زیست توده با بهره‌برداری ضعیف از جنگل‌ها ترکیب شده و به شکل قابل توجهی باعث از بین رفتن محیط زیست شده‌است.

## مخازن بافر
خازن بافر یا (مخازن حرارتی) در بهره‌برداری مناسب از دیگ‌های بخار زیست توده که بارگذاری در سامانه به سرعت تغییر می‌کند یا حجم آب در سامانه کامل هیدرولیک نسبتاً کم باشد، بسیار مهم هستند. بکارگیری محفظه بافر با اندازهٔ مناسب از چرخش سریع دیگ بخار زمانی که بارگذاری کمتراز خروجی دیگ بخار است جلوگیری می‌نماید. چرخش سریع دیگ بخار باعث افزایش زیاد پراکندگی گازهای خطرناک از جمله مونوکسیدکربن، گرد و غبار و NOx می‌شود و همچنین باعث کاهش بسیار زیاد بازده دیگ بخار و افزایش مصرف برق مجموعه می‌گردد و بعلاوه ترمیم و نگهداری برای قسمت‌های تحت تنش به وسیلهٔ سرعت گرمایش و چرخهٔ فرسایش افزایش می‌یابد اگرچه ادعا می‌شود که بیشتر دیگ‌های بخار ۳۰٪ خروجی ظاهری دارند، این مسئله در دنیای واقعی به دلیل تفاوت در سوختها از جنبه ایده‌آل یا سوخت آزمون اغلب امکان‌پذیر نمی‌باشد. مخزن بافر با اندازه مناسب بهتر است که مورد توجه قرار بگیرد وقتی که بارگذاری در دیگ بخار از ۵۰٪ خروجی ظاهری کمتر شود. به عبارت دیگر تا زمانی که اجزاء زیست توده خالص شده باشد، سامانه باید یک مخزن بافر داشته باشد. باقی‌مانده گرما از زیست توده متفاوت است و مقدار زیاد وابسته به طراحی دیگ بخار و میزان حرارت تولید شده از محفظه احتراق می‌باشد. برای وزن سبک، دیگ بخار نیاز به تنها lit/kw 10 برای بازدهی سریع می‌باشد در حالی که واحدهای صنعتی چوب مرطوب و با جرم حرارتی بسیار بالا نیازمند Lit/kw 40 می‌باشند.

## انواع سامانه‌های گرمایشی زیست توده
زیست توده در سامانه گرمایشی برای ساختمان‌های مختلفی استفاده می‌شود و همه به گونه‌های مختلفی ازآن بهره‌برداری می‌کند. چهار گونه اصلی در سامانه گرمایش وجود دارد که از زیست توده برای گرمایش دیگ بخار استفاده می‌شوند. این گونه‌ها شامل تمام خودکار، نیمه خودکار، گلوله و انفجار و ترکیب گرما و نیرو می‌باشند.

### سامانه تمام خودکار
سامانه نیمه خودکار یا محفظه موج دار، خیلی مشابه سامانه تمام خودکار می‌باشد بجز اینکه در این سامانه به نیروی انسانی بیشتری برای انجام عملیات نیاز است. در این سامانه مخازن نگهدارنده کوچکتر هستند و سامانه نقاله‌ها بسیار ساده‌تر می‌باشند تا آنجا که برای حفظ و اجرای عملیات نیاز به نیروی انسانی می‌باشد. دلیل تغییر از سامانه کاملاً خودکار، بهره‌وری از این سامانه می‌باشد. دیگ‌های بخار سوختهای چربی وقتی با ظرفیت بالا عمل می‌کنند (بالاترین ظرفیت خود) کارآمدتر می‌باشند. حرارت مورد نیاز بیشتر روزها به اندازه اوج گرمای مورد نیاز برای سال می‌باشد. توجه کنید که این سامانه تنها در چند روز سال نیاز به بخار با ظرفیت بالا دارد. این سامانه ساخته شده برای برطرف کردن نیاز، در اکثر زمان سال برای حفظ راندمان بالای آن می‌باشد.

### سامانه گلوله و انفجار
سومین روش اصلی سامانه گرمایش زیست توده، گلوله و انفجار می‌باشد. گلوله‌ها یک رم پرداز شونده از چوب هستند. به همین خاطر آن‌ها گرانتر می‌باشند. اگرچه آن‌ها گرانتر هستند، بسیار سامانه متراکم و یکنواخت دارند و کارآمدتر هستند. در این روش گلوله در مخازنی شبیه به سیلو و انبار غله ذخیره می‌شوند و جاذبه برای حرکت و هدایت آن‌ها به سمت دیگ بخار به کار می‌رود. مخازن مورد نیاز برای سامانه گلوله و انفجار بخاطر ذرات متراکم آن‌ها بسیار کوچکتر است. این مسئله کمک به کاهش دادن هزینه می‌شود. این سامانه برای طیف گسترده ای از امکانات استفاده می‌شود اما آن‌ها برای کارآمدترین و کم هزینه‌ترین سامانه برای جاهایی می‌باشد که فضا را برای انبار کردن و سامانه نوار نقاله ای محدود اشد و جایی که گلوله‌های ساخته شده به تأسیسات نسبتاً نزدیکتر باشد.

### سامانه گلوله کشاورزی
زیرمجموعه سامانه گلوله، دیگ‌های بخار یا سوزانندها با قابلیت سوزاندن گلوله‌ها با حجم خاکستر بالاتر می‌باشد (گلوله کاغذ، گلوله یونجه، گلوله کاه). یکی از این PETROJET گلوله سوز با محفظه ای استوانه چرخنده است. از لحاظ راندمان، دیگ‌های بخار گلوله ای پیشرفته می‌توانند به علت ثبات بیشتر در خواص سوخت برتر از مابقی اشکال زیست توده بهتر باشند. دیگ‌های بخار گلوله ای پیشرفته حتی می‌توانند در حالت متراکم و احتراق دمای پایین گازها ۴۰۰–۳۰۰، به جای ۱۲۰۰ قبل از فرستاده شدن به دودکش کار کنند.

### سامانه ترکیب حرارت و نیرو
سامانه ترکیب حرارت و نیرو سامانه بسیار مفیدی برای مناطقی که ضایعات چوب، مثل تراشه‌های چوب استفاده می‌شوند برای تولید نیرو و گرما به عنوان یک محصول جانبی از سامانه تولید نیروی ایجاد شده می‌باشد. آن‌ها هزینه بسیار بالایی بخاطر عملیات در فشار بالا دارند. بخاطر همین فشار بالا، نیاز به یک اپراتور آموزش دیده الزامی است که همین باعث افزایش هزینه عملیات می‌شود. شکل دیگر این است که زمانی آن‌ها برق تولید می‌کنند. حرارت نیز تولید می‌کنند که اگر این حرارت ایجاد شده برای یک بازه زمانی خاص از سال مطلوب نباشد، نیاز به یک برج خنک‌کننده اضافه می‌باشد که همین هزینه را بالا می‌برد.
بعضی شرایط مشخص وود دارد که در آن‌ها CHP گزینه خوبی است. تولیدکنندگان محصولات چوب از سامانه ترکیب گرما و نیرو استفاده می‌کنند به دلیل دارا بودن منبع بزرگی از ضایعات چوب و نیاز به حرارت و نیرو در کنار هم. در سایر مکان‌های دیگر نیز این روش می‌تواند خوب باشد مثل بیمارستان‌ها و زندان‌ها که نیاز به انرژی و حرارت برای آب گرم می‌باشد. این سامانه‌ها اندازه‌گیری شده در شیر آن‌ها حرارت به اندازه کافی تولید می‌کنند (متناسب با میانگین مصرف حرارت) پس حرارت اضافی مورد نیاز نیست و برج خنک‌کننده لازم نمی‌باشد.